# 梅多克地区加扬
梅多克地区加扬（法語：Gaillan-en-Médoc，法語發音：[ɡajɑ̃ ɑ̃ medɔk]），或纯音译作加扬昂梅多克，是法国吉伦特省的一个市镇，位于该省西北部，梅多克半岛腹地，属于莱斯帕尔梅多克区。

## 地理
梅多克地区加扬（45°19'31"N, 0°57'17"W）面积42.02 平方千米，位于法国新阿基坦大区吉倫特省，该省份为法国西南部沿海省份，是法國本土面积最大的省，北起滨海夏朗德省，西临大西洋，南至朗德省，东南接洛特-加龍省，东临多爾多涅省。
与梅多克地区加扬接壤的市镇（或旧市镇、城区）包括：凯拉克、梅多克地区锡夫拉克、莱斯帕尔梅多克、滨海诺雅克、旺代斯-蒙塔利韦。
梅多克地区加扬的时区为UTC+01:00、UTC+02:00（夏令时）。

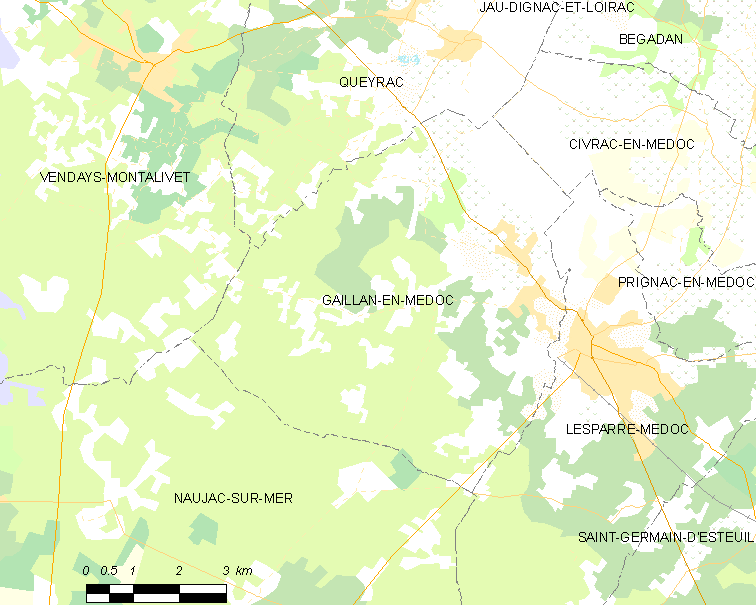
梅多克地区加扬的OSM定位图

## 行政
梅多克地区加扬的邮政编码为33340，INSEE市镇编码为33177。

## 政治
梅多克地区加扬所属的省级选区为北梅多克县。

## 人口

1962-2008年间梅多克地区加扬人口变化图示

梅多克地区加扬于2022年1月1日时的人口数量为2376人。